# Ctenopoma ashbysmithi
Ктенопома Ешбі-Сміта  (Ctenopoma ashbysmithi) — тропічний прісноводний вид лабіринтових риб з родини анабасових (Anabantidae).
Назву отримала на честь другого лейтенанта Едріана Ешбі-Сміта (англ. 2nd Lt. Adrian Ashby-Smith), який активно допомагав команді з дослідження риб в басейні річки Конго, а 1976 року загинув в Еквадорі.

## Проблеми ідентифікації
Цей вид є проблемним з точки зору його ідентифікації, адже всі відомі екземпляри, а це одна колекція з 40 особин, неповнолітні. Меристичні та морфологічні дані вказують на те, що C. ahbysmithi належить до групи видів C. multispine. Цю рибу складно відрізнити від неповнолітніх зразків C. nigropannosum і C. pellegrini. На статус C. ahbysmithi як окремого виду вказує той факт, що він був виявлений у болотистій місцині поза межами ареалу поширення інших видів роду Ctenopoma, а також те, що розміри цієї риби значно менші, ніж решти представників групи C. multispine.

## Опис
Максимальний відомий розмір: 39 мм стандартної (без хвостового плавця) довжини. Тіло помірно стиснуте з боків, з коротким, але дуже виразним хвостовим стеблом. Висота тіла становить 27,8-33,8 %, а довжина голови 35,3-38,6 % стандартної довжини. У спинному плавці 18-20 твердих і 10-12 м'яких променів, в анальному 8-9 твердих і 10-12 м'яких. Хребців 29-31. 31-33 луски в поздовжньому ряді, 18-19 лусок з порами у верхній бічній лінії, 12-15 таких лусок у нижній бічній лінії. Луски в задній частині тіла більші, ніж у передній.
Малюнок забарвлення C. ashbysmithi є унікальним серед африканських видів лабіринтових риб. Забарвлення риб коричневе з бронзовим лиском. Плавці мають слабке коричнювате забарвлення. Темні краї лусок утворюють хвилясті поперечні смужки. На хвостовому стеблі розташована подовжена темна пляма.

## Поширення
Ктенопома Ешбі-Сміта відома лише з типової місцевості — безіменного болота, розташованого за 10 км на південний захід від міста Кінду в басейні річки Луалаба, Демократична Республіка Конго.